# إزالة التثبيط
إزالة التثبيط (بالإنجليزية: Disinhibition) في علم النفس، والسلوك هو عدم وجود ضوابط وموانع تمنع النفس بالقيام بما تريده. وتتجلى في عدة طرق، بما في ذلك عدم احترام التقاليد الاجتماعية والاندفاع، وسوء تقدير المخاطر. يؤثر السلوك الفاضح الحركية، والجوانب الغريزية والعاطفية والإدراكية، والإدراك الحسي مع وجود علامات وأعراض مشابهة لمعايير التشخيص للالهلوسة. فرط الرغبة الجنسية، فرط الأكل، ونوبات عدوانية تدل على محركات الغرائبية للسلوك الفاضح . كما هي حرية العمل وفقا لمحركات أو لمكونات أو لمشاعر المرء الداخلية، مع اعتبار أقل لقيود تفرضها المعايير الثقافية أو الأنا العليا للمرء، واستبعاد أي تأثير مثبط أو معوق، أو محدد لها، كما في اصابات الجهاز العصبي، أو في فقد التثبيط الذي يحدث بتأثير الكحول أو الدواء أو مادة منبه أخرى على الجهاز العصبي المركزي أو غيره من الأعضاء .